# Чемпионат России по футболу среди женщин 1993 (вторая лига)
Вторая лига по футболу среди женских команд 1993 — второй футбольный турнир Второй лиги — третьего по силе дивизиона в системе женских футбольных лиг России. Победителем Второй лиги стал КДС Идель.

## Участники
Сводная статистика участников
учтены матчи завершённых сезонов
без учёта мячей забитых в сериях послематчевых пенальти
с учётом технических результатов

| команда       | команда          | сезоны | сезоны | Результаты выступлений | Результаты выступлений | Результаты выступлений | Результаты выступлений | Результаты выступлений | Результаты выступлений | Результаты выступлений | Результат в сезоне 1992                           | Примечания         |
| наименование  | город            | #      | года   | И                      | В                      | Н                      | П                      | ЗМ                     | ПМ                     | РМ                     | Результат в сезоне 1992                           | Примечания         |
| ------------- | ---------------- | ------ | ------ | ---------------------- | ---------------------- | ---------------------- | ---------------------- | ---------------------- | ---------------------- | ---------------------- | ------------------------------------------------- | ------------------ |
| КДС Идель     | Уфа              | 1      | 1992   | 18                     | 7                      | 4                      | 7                      | 21                     | 21                     | 0                      | Вторая лига, Западная зона, 5-е место             | Идель (1992)       |
| Вологжанка    | Вологда          | 1      | 1992   | 18                     | 5                      | 6                      | 7                      | 17                     | 24                     | -7                     | Вторая лига, Западная зона, 6-е место             |                    |
| Юность России | Оренбург         | 1      | 1992   | 18                     | 4                      | 1                      | 13                     | 12                     | 55                     | -43                    | Вторая лига, Западная зона, 8-е место             |                    |
| ФШМ Сибирячка | Красноярск       | 1      | 1992   | 15                     | 12                     | 0                      | 3                      | 78                     | 17                     | +61                    | Вторая лига, 4-е место                            | Сибирячка-2 (1992) |
| Уссурочка     | Уссурийск        | 1      | 1992   | 12                     | 3                      | 1                      | 8                      | 10                     | 45                     | -35                    | Вторая лига, Восточная зона, 3-е место            |                    |
| Университет   | Москва           | —      | —      | —                      | —                      | —                      | —                      | —                      | —                      | —                      | Вторая лига, Западная зона, снялся с соревнований |                    |
| Штурм         | Петрозаводск     | —      | —      | —                      | —                      | —                      | —                      | —                      | —                      | —                      | Высшая лига, 13-е место                           | дебютант           |
| Кубаночка     | Краснодар        | —      | —      | —                      | —                      | —                      | —                      | —                      | —                      | —                      | Высшая лига, 15-е место                           | дебютант           |
| Белые ветры   | Москва           | —      | —      | —                      | —                      | —                      | —                      | —                      | —                      | —                      | —                                                 | дебютант           |
| Терра         | Санкт-Петербург  | —      | —      | —                      | —                      | —                      | —                      | —                      | —                      | —                      | —                                                 | дебютант           |
| Липчанка      | Липецк           | —      | —      | —                      | —                      | —                      | —                      | —                      | —                      | —                      | —                                                 | дебютант           |
| Танаис        | Воронеж          | —      | —      | —                      | —                      | —                      | —                      | —                      | —                      | —                      | —                                                 | дебютант           |
| Орехово       | Орехово-Зуево    | —      | —      | —                      | —                      | —                      | —                      | —                      | —                      | —                      | —                                                 | дебютант           |
| Торпедо-АЗ    | Набережные Челны | —      | —      | —                      | —                      | —                      | —                      | —                      | —                      | —                      | —                                                 | дебютант           |
| Рекорд        | Иркутск          | —      | —      | —                      | —                      | —                      | —                      | —                      | —                      | —                      | —                                                 | дебютант           |

Команды Второй лиги 1992 «Звезда-XI» и «Влада» прекратили своё существование по финансовым причинам до начала сезона 1993.

## Предварительный этап

### Западная зона. Итоговая таблица и результаты матчей
| Поз | Команда                 | И  | В | Н | П  | МЗ | МП | РМ  | О  | Квалификация или выбывание |
| --- | ----------------------- | -- | - | - | -- | -- | -- | --- | -- | -------------------------- |
| 1   | Белые ветры (Москва)    | 14 | 9 | 3 | 2  | 36 | 8  | +28 | 21 | Выход в Финал              |
| 2   | Штурм (Петрозаводск)    | 14 | 9 | 1 | 4  | 28 | 14 | +14 | 19 | Выход в Финал              |
| 3   | Терра (Санкт-Петербург) | 14 | 8 | 2 | 4  | 37 | 12 | +25 | 18 | расформирован              |
| 4   | Университет (Москва)    | 14 | 6 | 2 | 6  | 20 | 11 | +9  | 14 |                            |
| 5   | Липчанка (Липецк)       | 14 | 4 | 6 | 4  | 15 | 16 | -1  | 14 |                            |
| 6   | Танаис (Воронеж)        | 14 | 5 | 2 | 7  | 18 | 25 | -7  | 12 |                            |
| 7   | Вологжанка (Вологда)    | 14 | 4 | 2 | 8  | 13 | 24 | -11 | 10 |                            |
| 8   | Орехово (Орехово-Зуево) | 14 | 2 | 0 | 12 | 7  | 64 | -57 | 4  | расформирован              |

Примечания:
- За победу начислялось 2 очка, за ничью 1 очко, за поражение - 0
- За неявку (была 1 неявка) на матч команде засчитывалось поражение со счетом 3:0.

1. ↑  «Терра» в связи с финансовыми трудностями прекратила существование в межсезонье
2. ↑  «Орехово» в связи с финансовыми трудностями прекратила существование в межсезонье

| Команда                 | БЕЛ     | ШТУ     | ТЕР     | УНИ     | ЛИП     | ТАН     | ВОЛ     | ОРЕ     |
| ----------------------- | ------- | ------- | ------- | ------- | ------- | ------- | ------- | ------- |
| Белые Ветры (Москва)    |         | 0:1 3:0 | 1:4 2:0 | 1:0 1:1 | 4:0 1:1 | 4:0 3:0 | 0:0 3:1 | 9:0 4:0 |
| Штурм (Петрозаводск)    | 1:0 0:3 |         | 3:1 0:3 | 1:0 1:0 | 0:0 2:0 | 1:2 6:0 | 2:1 2:1 | 9:0 0:3 |
| Терра (Санкт-Петербург) | 4:1 0:2 | 1:3 3:0 |         | 2:0 0:2 | 1:2 0:0 | 3:1 0:0 | 7:1 4:0 | 9:0 3:0 |
| Университет (Москва)    | 1:1 0:1 | 0:1 0:1 | 0:2 2:0 |         | 1:1 1:2 | 3:1 0:1 | 2:0 1:0 | 5:0 4:0 |
| Липчанка (Липецк)       | 0:4 1:1 | 0:0 0:2 | 2:1 0:0 | 2:1 1:1 |         | 1:1 1:0 | 0:1 0:0 | 2:4 5:0 |
| Танаис (Воронеж)        | 0:4 0:3 | 2:1 0:6 | 1:3 0:0 | 1:3 1:0 | 1:1 0:1 |         | 3:1 0:2 | 3:0 6:0 |
| Вологжанка (Вологда)    | 0:0 1:3 | 1:2 1:2 | 1:7 0:4 | 0:2 0:1 | 1:0 0:0 | 1:3 2:0 |         | 1:0 4:0 |
| Орехово (Орехово-Зуево) | 0:9 0:4 | 0:9 3:0 | 0:9 0:3 | 0:5 0:4 | 4:2 0:5 | 0:3 0:6 | 0:1 0:4 |         |

1. 1 2  Технический результат

### Центральная зона. Итоговая таблица и результаты матчей
Четырех круговой турнир на полях команд участниц
| Поз | Команда                       | И  | В  | Н | П  | МЗ | МП | РМ  | О  | Квалификация или выбывание |
| --- | ----------------------------- | -- | -- | - | -- | -- | -- | --- | -- | -------------------------- |
| 1   | КДС Идель (Уфа)               | 12 | 11 | 1 | 0  | 38 | 4  | +34 | 23 | Выход в Финал              |
| 2   | Юность России (Оренбург)      | 12 | 5  | 2 | 5  | 16 | 21 | -5  | 12 |                            |
| 3   | Торпедо-АЗ (Набережные Челны) | 12 | 4  | 3 | 5  | 17 | 15 | +2  | 11 |                            |
| 4   | Кубаночка (Краснодар)         | 12 | 1  | 0 | 11 | 5  | 36 | -31 | 2  |                            |

Примечания:
- За победу начислялось 2 очка, за ничью 1 очко, за поражение - 0

| Команда                       | КДС                | ЮНО                | ТОР                | КУБ                |
| ----------------------------- | ------------------ | ------------------ | ------------------ | ------------------ |
| КДС Идель (Уфа)               |                    | 3:1, 4:1, 3:1, 4:0 | 2:0, 0:0, 3:1, 3:0 | 3:0, 1:0, 3:0, 9:0 |
| Юность России (Оренбург)      | 1:3, 1:4, 1:3, 0:4 |                    | 1:1, 0:0, 0:4, 3:0 | 2:1, 1:0, 4:0, 2:1 |
| Торпедо-АЗ (Набережные Челны) | 0:2, 0:0, 1:3, 0:3 | 1:1, 0:0, 4:0, 0:3 |                    | 0:2, 2:0, 3:1, 6:0 |
| Кубаночка (Краснодар)         | 0:3, 0:1, 0:3, 0:9 | 1:2, 0:1, 0:4, 1:2 | 2:0, 0:2, 1:3, 0:6 |                    |

### Восточная зона. Итоговая таблица и результаты матчей
| Поз | Команда                    | И | В | Н | П | МЗ | МП | РМ  | О  | Квалификация или выбывание |
| --- | -------------------------- | - | - | - | - | -- | -- | --- | -- | -------------------------- |
| 1   | Рекорд (Иркутск)           | 8 | 6 | 1 | 1 | 34 | 6  | +28 | 13 | расформирован              |
| 2   | ФШМ Сибирячка (Красноярск) | 8 | 4 | 1 | 3 | 37 | 10 | 27  | 9  | Выход в Финал              |
| 3   | Уссурочка (Уссурийск)      | 8 | 0 | 0 | 0 | 2  | 63 | -61 | 0  | расформирован              |

Примечания:
- За победу начислялось 2 очка, за ничью 1 очко, за поражение - 0
- За неявку (было 2 неявки) на матч команде засчитывалось поражение со счетом 3:0.

1. ↑  «Рекорд» в связи с финансовыми трудностями прекратил существование в межсезонье
2. ↑  «Уссурочка» в связи с финансовыми трудностями прекратила существование в межсезонье

| Команда                    | РЕК                | ФШМ                  | УСС                  |
| -------------------------- | ------------------ | -------------------- | -------------------- |
| Рекорд (Иркутск)           |                    | 1:1, 2:1, 0:3, 2:1   | 8:0, 5:0, 8:0, 8:0   |
| ФШМ Сибирячка (Красноярск) | 1:1, 1:2, 3:0, 1:2 |                      | 12:0, 6:2, 13:0, 3:0 |
| Уссурочка (Уссурийск)      | 0:8, 0:5, 0:8, 0:8 | 0:12, 2:6, 0:13, 0:3 |                      |

1. 1 2 3 4  Технический результат

В связи с малым количеством команд во второй лиге в сезоне 1994 Центральная и Западная зоны были объеденены.

## Финал. Итоговая таблица и результаты матчей
Финал чемпионата России среди женских команд II лиги состоялся в Уфе с 1 по 4 октября 1993 года. Четвертой командой должен был быть Штурм (Петрозаводск), но на финал не приехал в связи с финансовыми трудностями.
| Поз | Команда                    | И | В | Н | П | МЗ | МП | РМ  | О | Квалификация или выбывание |
| --- | -------------------------- | - | - | - | - | -- | -- | --- | - | -------------------------- |
| 1   | КДС Идель (Уфа)            | 2 | 2 | 0 | 0 | 6  | 0  | +6  | 4 | Переход в Первую лигу      |
| 2   | Белые ветры (Москва)       | 2 | 1 | 0 | 1 | 5  | 1  | +4  | 2 | Переход в Первую лигу      |
| 3   | ФШМ Сибирячка (Красноярск) | 2 | 0 | 0 | 2 | 0  | 10 | -10 | 0 |                            |

Примечания:
- За победу начислялось 2 очка, за ничью 1 очко, за поражение - 0

| Команда                    | КДС | БЕЛ | ФШМ |
| -------------------------- | --- | --- | --- |
| КДС Идель (Уфа)            |     | 1:0 | 5:0 |
| Белые ветры (Москва)       | 0:1 |     | 5:0 |
| ФШМ Сибирячка (Красноярск) | 0:5 | 0:5 |     |